# Jenny Byrne
Pour les articles homonymes, voir Byrne.
Jennifer « Jenny » Byrne (née le 25 février 1967 à Perth) est une joueuse de tennis australienne, professionnelle du milieu des années 1980 à 1997.
Elle a gagné deux tournois WTA en double dames au cours de sa carrière, et atteint au moins une fois le troisième tour dans chacun des quatre tournois du Grand Chelem.

## Palmarès

### Titre en simple dames
Aucun

### Finales en simple dames
| No | Date       | Nom et lieu du tournoi                       | Catégorie | Dotation  | Surface      | Vainqueure      | Score    |          |
| -- | ---------- | -------------------------------------------- | --------- | --------- | ------------ | --------------- | -------- | -------- |
| 1  | 06-03-1989 | Virginia Slims of Palm Springs, Palm Springs | Tier III  | 250 000 $ | Dur (ext.)   | Manuela Maleeva | 6-4, 6-1 | Parcours |
| 2  | 08-06-1992 | Dow Classic, Birmingham                      | Tier IV   | 150 000 $ | Gazon (ext.) | Brenda Schultz  | 6-2, 6-2 | Parcours |

### Titres en double dames
| No | Date       | Nom et lieu du tournoi                      | Catégorie | Dotation  | Surface    | Partenaire       | Finalistes                    | Score         |          |
| -- | ---------- | ------------------------------------------- | --------- | --------- | ---------- | ---------------- | ----------------------------- | ------------- | -------- |
| 1  | 26-10-1987 | Virginia Slims of Indianapolis Indianapolis |           | 75 000 $  | Dur (int.) | Michelle Jaggard | Beverly Bowes Hu Na           | 6-2, 6-3      | Parcours |
| 2  | 17-10-1988 | Virginia Slims of Nashville Nashville       | Tier V    | 100 000 $ | Dur (int.) | Janine Thompson  | Elise Burgin Rosalyn Fairbank | 7-5, 6-7, 6-4 | Parcours |

### Finales en double dames
| No | Date       | Nom et lieu du tournoi                   | Catégorie | Dotation  | Surface      | Vainqueures                     | Partenaire       | Score         |          |
| -- | ---------- | ---------------------------------------- | --------- | --------- | ------------ | ------------------------------- | ---------------- | ------------- | -------- |
| 1  | 19-05-1986 | European Open Lugano                     |           | 100 000 $ | Terre (ext.) | Elise Burgin Betsy Nagelsen     | Janine Thompson  | 6-2, 6-3      | Parcours |
| 2  | 05-01-1987 | Family Circle Open Sydney                |           | 150 000 $ | Gazon (ext.) | Betsy Nagelsen Elizabeth Smylie | Janine Thompson  | 6-7, 7-5, 6-1 | Parcours |
| 3  | 02-05-1988 | Italian Open Rome                        | Tier IV   | 200 000 $ | Terre (ext.) | Jana Novotná Catherine Suire    | Janine Thompson  | 6-3, 4-6, 7-5 | Parcours |
| 4  | 16-05-1988 | Internationaux de Strasbourg Strasbourg  | Tier V    | 100 000 $ | Terre (ext.) | Manon Bollegraf Nicole Provis   | Janine Thompson  | 7-5, 6-7, 6-3 | Parcours |
| 5  | 03-01-1994 | Danone Hard Court Championships Brisbane | Tier III  | 150 000 $ | Dur (ext.)   | Laura Golarsa Natalia Medvedeva | Rachel McQuillan | 6-3, 6-1      | Parcours |
| 6  | 10-01-1994 | Tasmanian International Hobart           | Tier IV   | 100 000 $ | Dur (ext.)   | Linda Wild Chanda Rubin         | Rachel McQuillan | 7-5, 4-6, 7-6 | Parcours |
| 7  | 31-01-1994 | Amway Classic Auckland                   | Tier IV   | 100 000 $ | Dur (ext.)   | Patricia Hy Mercedes Paz        | Julie Richardson | 6-4, 7-6      | Parcours |

### Finale en double mixte
| No | Date       | Nom et lieu du tournoi      | Catégorie | Dotation    | Surface      | Vainqueures           | Partenaire     | Score         |          |
| -- | ---------- | --------------------------- | --------- | ----------- | ------------ | --------------------- | -------------- | ------------- | -------- |
| 1  | 26-06-1989 | The Championships Wimbledon | G. Chelem | 2 204 162 $ | Gazon (ext.) | Jana Novotná Jim Pugh | Mark Kratzmann | 6-4, 5-7, 6-4 | Parcours |

## Parcours en Grand Chelem

### En simple dames
| Année | Open d'Australie (janvier) | Open d'Australie (janvier) | Internationaux de France | Internationaux de France | Wimbledon       | Wimbledon          | US Open         | US Open            | Open d'Australie (décembre) | Open d'Australie (décembre) |
| ----- | -------------------------- | -------------------------- | ------------------------ | ------------------------ | --------------- | ------------------ | --------------- | ------------------ | --------------------------- | --------------------------- |
| 1984  | n/a                        | n/a                        | -                        | -                        | -               | -                  | -               | -                  | 2e tour (1/16)              | Barbara Potter              |
| 1985  | n/a                        | n/a                        | -                        | -                        | 3e tour (1/16)  | Chris Evert        | -               | -                  | 1er tour (1/32)             | Ann Henricksson             |
| 1986  | n/a                        | n/a                        | 3e tour (1/16)           | Carling Bassett          | 2e tour (1/32)  | Isabelle Demongeot | 2e tour (1/32)  | Katerina Maleeva   | n/a                         | n/a                         |
| 1987  | 2e tour (1/32)             | Wendy Turnbull             | 1er tour (1/64)          | Nathalie Tauziat         | 1er tour (1/64) | Dianne Balestrat   | -               | -                  | n/a                         | n/a                         |
| 1988  | 3e tour (1/16)             | Lori McNeil                | 3e tour (1/16)           | Nathalie Tauziat         | 1er tour (1/64) | Larisa Savchenko   | 1er tour (1/64) | Mary Joe Fernández | n/a                         | n/a                         |
| 1989  | 2e tour (1/32)             | Martina Navrátilová        | 1er tour (1/64)          | Marianne Werdel          | 1er tour (1/64) | Elizabeth Smylie   | 1er tour (1/64) | Donna Faber        | n/a                         | n/a                         |
| 1992  | 3e tour (1/16)             | Gabriela Sabatini          | 1er tour (1/64)          | Katia Piccolini          | 1er tour (1/64) | Monica Seles       | 1er tour (1/64) | Katerina Maleeva   | n/a                         | n/a                         |
| 1993  | 1er tour (1/64)            | Mary Pierce                | 2e tour (1/32)           | Manuela Maleeva          | 1er tour (1/64) | Rachel McQuillan   | 3e tour (1/16)  | Maria Jose Gaidano | n/a                         | n/a                         |
| 1994  | 1er tour (1/64)            | Helena Suková              | -                        | -                        | 2e tour (1/32)  | Gabriela Sabatini  | -               | -                  | n/a                         | n/a                         |

À droite du résultat, l’ultime adversaire.

### En double dames
| Année | Open d'Australie (janvier)    | Open d'Australie (janvier) | Internationaux de France     | Internationaux de France   | Wimbledon                    | Wimbledon                  | US Open                       | US Open                     | Open d'Australie (décembre) | Open d'Australie (décembre) |
| ----- | ----------------------------- | -------------------------- | ---------------------------- | -------------------------- | ---------------------------- | -------------------------- | ----------------------------- | --------------------------- | --------------------------- | --------------------------- |
| 1983  | n/a                           | n/a                        | -                            | -                          | -                            | -                          | -                             | -                           | 1er tour (1/16) J. Thompson | Virginia Wade Anne White    |
| 1984  | n/a                           | n/a                        | 1er tour (1/32) Amanda Tobin | Jo Durie Anne Hobbs        | -                            | -                          | -                             | -                           | 1er tour (1/16) R. Bryant   | Jo Durie C. Tanvier         |
| 1985  | n/a                           | n/a                        | -                            | -                          | -                            | -                          | -                             | -                           | 2e tour (1/8) J. Thompson   | Navrátilová Pam Shriver     |
| 1986  | n/a                           | n/a                        | 3e tour (1/8) J. Thompson    | Steffi Graf G. Sabatini    | 1/4 de finale J. Thompson    | Patty Fendick Hetherington | 2e tour (1/16) Leslie Allen   | Zina Garrison Kathy Rinaldi | n/a                         | n/a                         |
| 1987  | 2e tour (1/8) J. Thompson     | Zina Garrison Lori McNeil  | 1/2 finale Kathy Rinaldi     | Steffi Graf G. Sabatini    | 2e tour (1/16) Patty Fendick | Henricksson Van Nostrand   | 2e tour (1/16) Patty Fendick  | Bettina Bunge Laura Arraya  | n/a                         | n/a                         |
| 1988  | 3e tour (1/8) J. Thompson     | H. Mandlíková Jana Novotná | 1/4 de finale J. Thompson    | Kohde-Kilsch Helena Suková | 2e tour (1/16) J. Thompson   | Navrátilová Pam Shriver    | 1/4 de finale J. Thompson     | Navrátilová Pam Shriver     | n/a                         | n/a                         |
| 1989  | 1er tour (1/32) J. Thompson   | A. Dechaume E. Derly       | 1er tour (1/32) E. Smylie    | Silvia La B. Romano        | 3e tour (1/8) Robin White    | Steffi Graf G. Sabatini    | 1/4 de finale J. Thompson     | H. Mandlíková Navrátilová   | n/a                         | n/a                         |
| 1990  | -                             | -                          | 2e tour (1/16) J. Thompson   | Katrina Adams Lori McNeil  | 1er tour (1/32) J. Thompson  | Kohde-Kilsch B. Schultz    | 2e tour (1/16) Anne White     | Steffi Graf Lori McNeil     | n/a                         | n/a                         |
| 1992  | 2e tour (1/16) Louise Stacey  | S. Rehe B. Schultz         | -                            | -                          | 1er tour (1/32) P. Tarabini  | A. Kijimuta N. Sawamatsu   | 1er tour (1/32) Nicole Provis | Lori McNeil Rennae Stubbs   | n/a                         | n/a                         |
| 1993  | 1er tour (1/32) Jo-Anne Faull | C. MacGregor S. Stafford   | 1er tour (1/32) Nicole Pratt | MJ Fernández Zina Garrison | 1er tour (1/32) Nicole Pratt | S. McCarthy Kimberly Po    | -                             | -                           | n/a                         | n/a                         |
| 1994  | 1er tour (1/32) R. McQuillan  | Hetherington S. Stafford   | 3e tour (1/8) R. McQuillan   | E. Maniokova Leila Meskhi  | 2e tour (1/16) J. Richardson | Laura Golarsa Caroline Vis | 2e tour (1/16) J. Richardson  | G. Fernández N. Zvereva     | n/a                         | n/a                         |
| 1995  | 1er tour (1/32) C. Barclay    | K. Guse A. Strnadová       | -                            | -                          | -                            | -                          | -                             | -                           | n/a                         | n/a                         |
| 1996  | 3e tour (1/8) C. Barclay      | E. Makarova E. Maniokova   | -                            | -                          | -                            | -                          | 2e tour (1/16) Tracey Morton  | Debbie Graham K. Radford    | n/a                         | n/a                         |

Sous le résultat, la partenaire ; à droite, l’ultime équipe adverse.

### En double mixte
| Année | Open d'Australie (janvier), | Open d'Australie (janvier), | Internationaux de France      | Internationaux de France   | Wimbledon                     | Wimbledon                  | US Open                       | US Open                    | Open d'Australie (décembre), | Open d'Australie (décembre), |
| ----- | --------------------------- | --------------------------- | ----------------------------- | -------------------------- | ----------------------------- | -------------------------- | ----------------------------- | -------------------------- | ---------------------------- | ---------------------------- |
| 1982  | n/a                         | n/a                         | -                             | -                          | 3e tour (1/8) Tony Roche      | J. Russell Steve Denton    | -                             | -                          | n/a                          | n/a                          |
| 1984  | n/a                         | n/a                         | 3e tour (1/8) M. Kratzmann    | Wendy White Charles Cox    | 1er tour (1/32) M. Kratzmann  | Anne Hobbs Marty Riessen   | -                             | -                          | n/a                          | n/a                          |
| 1985  | n/a                         | n/a                         | -                             | -                          | 1er tour (1/32) M. Kratzmann  | Helena Suková Pavel Složil | -                             | -                          | n/a                          | n/a                          |
| 1986  | n/a                         | n/a                         | 1er tour (1/32) Kim Warwick   | Laura Arraya Pablo Arraya  | 1er tour (1/32) Kim Warwick   | L. Savchenko Charles Buzz  | 1/4 de finale Darren Cahill   | Bettina Bunge E. Sánchez   | n/a                          | n/a                          |
| 1987  | 2e tour (1/8) M. Kratzmann  | J. Thompson Desmond Tyson   | 3e tour (1/8) Kim Warwick     | M. Jaggard M. Woodforde    | 2e tour (1/16) Kim Warwick    | Jo Durie Jeremy Bates      | 1/4 de finale Kim Warwick     | R. Reggi Sergio Casal      | n/a                          | n/a                          |
| 1988  | 1er tour (1/16) Kim Warwick | J. Richardson K. Evernden   | 1er tour (1/32) Simon Youl    | Andrea Vieira D. Marcelino | 2e tour (1/16) D. Macpherson  | Gretchen Rush Kelly Jones  | 1er tour (1/16) Peter Fleming | Elna Reinach Eddie Edwards | n/a                          | n/a                          |
| 1989  | 1/4 de finale D. Macpherson | M. Bollegraf Tom Nijssen    | -                             | -                          | Finale M. Kratzmann           | Jana Novotná Jim Pugh      | 1er tour (1/16) M. Kratzmann  | R. Fairbank Danie Visser   | n/a                          | n/a                          |
| 1990  | -                           | -                           | 1er tour (1/32) D. Macpherson | C. Tanvier M. Bahrami      | 1er tour (1/32) D. Macpherson | Zina Garrison Rick Leach   | -                             | -                          | n/a                          | n/a                          |
| 1994  | -                           | -                           | 1er tour (1/32) Libor Pimek   | Zina Garrison F. Montana   | 1er tour (1/32) M. Kratzmann  | Anke Huber A. Medvedev     | -                             | -                          | n/a                          | n/a                          |

Sous le résultat, le partenaire ; à droite, l’ultime équipe adverse.

## Parcours aux Jeux olympiques

### En simple dames
| # | Date       | Nom de l'olympiade      | Surface      | Résultat        | Ultime adversaire | Score     |          |
| - | ---------- | ----------------------- | ------------ | --------------- | ----------------- | --------- | -------- |
| 1 | 28/07/1992 | Olympic Games Barcelone | Terre (ext.) | 1er tour (1/32) | Raffaella Reggi   | 6-4, 7-62 | Parcours |

## Parcours en Coupe de la Fédération
| #                                                                      | Date       | Lieu      | Surface      | Gagnante(s)                    | Perdante(s)                       | Score         |          |
|                                                                        |            |           |              |                                |                                   |               |          |
| 1985 - 2e tour (groupe mondial) - Espagne - Australie - 0 : 3          |            |           |              |                                |                                   |               |          |
| 1                                                                      | 08/10/1985 | Nagoya    | Dur (ext.)   | Jenny Byrne Anne Minter        | Ana Almansa Rosa Bielsa-hierro    | 6-1, 7-5      | Parcours |
|                                                                        |            |           |              |                                |                                   |               |          |
| 1985 - 1/4 de finale (groupe mondial) - Italie - Australie - 0 : 3     |            |           |              |                                |                                   |               |          |
| 2                                                                      | 08/10/1985 | Nagoya    | Dur (ext.)   | Jenny Byrne Wendy Turnbull     | Laura Garrone Raffaella Reggi     | 6-1, 6-3      | Parcours |
|                                                                        |            |           |              |                                |                                   |               |          |
| 1987 - 1er tour (groupe mondial) - Danemark - Australie - 0 : 3        |            |           |              |                                |                                   |               |          |
| 3                                                                      | 28/07/1987 | Vancouver |              | Jenny Byrne Wendy Turnbull     | Tine Scheuer-Larsen Lone Vandborg | 6-4, 2-6, 6-2 | Parcours |
|                                                                        |            |           |              |                                |                                   |               |          |
| 1989 - 1er tour (groupe mondial) - Chine - Australie - 0 : 3           |            |           |              |                                |                                   |               |          |
| 4                                                                      | 03/10/1989 | Tokyo     | Dur (ext.)   | Jenny Byrne Janine Thompson    | Li Fang Li Yan-Ling               | 6-2, 6-1      | Parcours |
|                                                                        |            |           |              |                                |                                   |               |          |
| 1989 - 2e tour (groupe mondial) - Nouvelle-Zélande - Australie - 0 : 3 |            |           |              |                                |                                   |               |          |
| 5                                                                      | 03/10/1989 | Tokyo     | Dur (ext.)   | Jenny Byrne Janine Thompson    | Belinda Cordwell Julie Richardson | 6-3, 7-5      | Parcours |
|                                                                        |            |           |              |                                |                                   |               |          |
| 1992 - 1/2 finale (groupe mondial) - Australie - Espagne - 0 : 3       |            |           |              |                                |                                   |               |          |
| 6                                                                      | 18/07/1992 | Francfort | Terre (ext.) | Virginia Ruano Arantxa Sánchez | Jenny Byrne Rennae Stubbs         | 6-3, 6-3      | Parcours |

## Classements WTA en fin de saison

### En simple
| Année | 1984 | 1985 | 1986 | 1987 | 1988 | 1989 | 1990 | 1991 | 1992 | 1993 | 1994 | 1995 | 1996 | 1997 |
| Rang  | 141  | 132  | 107  | 144  | 121  | 49   | 534  | 167  | 75   | 155  | 178  | 886  | 557  | 610  |

Source : (en) « Classements de Jenny Byrne », sur le site officiel du WTA Tour

### En double
| Année | 1986 | 1987 | 1988 | 1989 | 1990 | 1991 | 1992 | 1993 | 1994 | 1995 | 1996 |
| Rang  | 44   | 32   | 32   | 57   | 203  | 383  | 182  | 150  | 49   | 238  | 177  |

Source : (en) « Classements de Jenny Byrne », sur le site officiel du WTA Tour